# Seamus
Seamus, auch Séamus [ˈʃeː.mˠəsˠ], ist ein männlicher Vorname irischen Ursprungs. 

## Herkunft und Bedeutung
→ Hauptartikel: Jakob
Bei Séamus handelt es sich um die irische Variante des hebräischen Namens Jakob: „[Gott] schützt“.

## Varianten
- Irisch: Séamus, Séamas, Sheamus, Shamus
- Anglisiert: Seamus
- weitere Varianten: siehe Jakob

## Namensträger

### Vorname
- Seamus Blake (* 1970), britischer Jazz-Saxophonist
- Séamus Bourke (1893–1967), irischer Politiker
- Seamus Boxley (* 1982), US-amerikanischer Basketballspieler
- Séamus Brennan (1948–2008), irischer Politiker
- Seamus „Shay“ Brennan (1937–2000), irischer Fußballspieler
- Seamus Byrne (* 20. Jh.), irischer Filmproduzent
- Séamus Coleman (* 1988), irischer Fußballspieler
- Seamus Davey-Fitzpatrick (* 1998), US-amerikanischer Filmschauspieler
- Seamus Deane (1940–2021), irischer Schriftsteller und Literaturwissenschaftler
- Seamus Dever (* 1976), US-amerikanischer Schauspieler
- Séamus Dolan (1914–2010), irischer Politiker (Fianna Fáil)
- Séamus Freeman (1944–2022), irischer römisch-katholischer Bischof
- Séamus „Shay“ Given (* 1976), irischer Fußballspieler
- Seamus Haji (* 1968), britischer House-DJ und Musikproduzent
- Seamus Heaney (1939–2013), irischer Schriftsteller (Nobelpreis 1995)
- Séamus Hegarty (1940–2019), irischer römisch-katholischer Bischof
- Séamus Kirk (* 1945), irischer Politiker
- Seamus Kotyk (* 1980), kanadischer Eishockeytorwart
- Seamus Mallon (1936–2020), nordirischer Politiker
- Seamus McGarvey (* 1967), nordirischer Kameramann und Video-Regisseur
- Séamus Ó hArgadáin, bekannt als James Hardiman (1782–1855), irischer Bibliothekar und Schriftsteller
- Peter Seamus O’Toole (1932–2013), irischer Schauspieler
- Séamus Pattison (1936–2018), irischer Politiker (Irish Labour Party)
- Sheamus ist der Ringname des irischen WWE-Wrestlers Stephen Farrelly (* 1978)

### Fiktive Personen
- Seamus Zelazny Harper, eine Person in der Fernsehserie Gene Roddenberry’s Andromeda
- Seamus Finnigan, Nebencharakter aus den Harry-Potter-Romanen
- Seamus McFly, Figur im dritten Teil der Filmtrilogie „Zurück in die Zukunft“, Ur-Ur-Großvater von Marty McFly
- Martin Seamus "Marty" McFly, Hauptcharakter in der Filmtrilogie "Zurück in die Zukunft", benannt nach dem Ur-Ur-Großvater Seamus McFly
- Seamus Levine, Nebencharakter in der Zeichentrickserie Family Guy

## Weiteres

### Musik
- Seamus ist der Titel eines Pink-Floyd-Songs von 1971 (nach dem Namen eines an der Produktion beteiligten Hundes)